# Gemeentelijke ijsbaan van Monbetsu
De gemeentelijke ijsbaan van Monbetsu (紋別市営 スケートリンク) is een ijsbaan in Monbetsu in de prefectuur Hokkaido in het noorden van Japan. De openlucht-natuurijsbaan ligt op 5 meter boven zeeniveau. De ijsbaan is gelegen op een veld in het Minamigaoka nummer 1 park. In de zomer wordt op dit veld voetbal en softbal gespeeld. 
Erkende ijsbanen

Niet-erkende ijsbanen